# Christian Oviedo
Christian Alberto Oviedo Calvo (ur. 25 sierpnia 1978 w Alajueli) – kostarykański piłkarz występujący na pozycji defensywnego pomocnika, trener piłkarski.

## Kariera klubowa
Oviedo karierę rozpoczynał w 1997 roku w zespole AD Carmelita. Spędził tam 3 lata. Następnie grał w CS Herediano, Santos de Guápiles oraz ponownie w CS Herediano. W 2005 roku trafił do LD Alajuelense. W sezonie 2010/2011 wywalczył z nim mistrzostwo faz Invierno oraz Verano. W sezonie 2011/2012 ponownie został mistrzem fazy Invierno.

## Kariera reprezentacyjna
W reprezentacji Kostaryki Oviedo zadebiutował w 2009 roku. W tym samym roku znalazł się w drużynie na Złoty Puchar CONCACAF, który Kostaryka zakończyła na półfinale. Wystąpił na nim w spotkaniach z Gwadelupą (5:1) oraz Meksykiem (1:1, 3:5 w rzutach karnych).
Pięć lat wcześniej, w 2004 roku został powołany do kadry na turniej Copa América. Nie zagrał jednak na nim ani razu, a Kostaryka odpadła z rozgrywek w ćwierćfinale.